# Leo Apostel

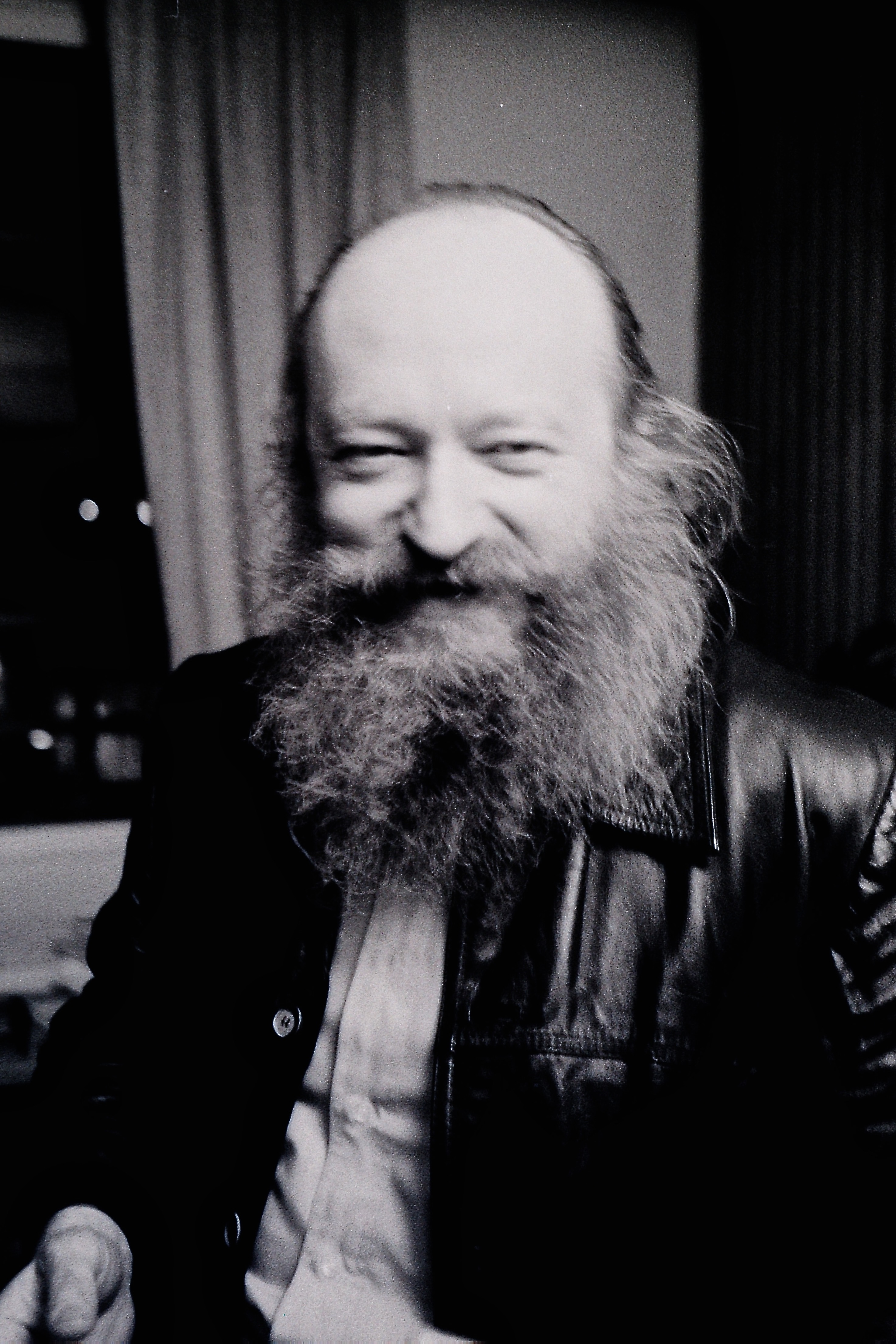
Leo Apostel, 1980

Leo Apostel (Antwerpen, 4 september 1925 - Gent, 10 augustus 1995) was een Belgische filosoof.

## Loopbaan
Apostel studeerde bij Chaïm Perelman, Rudolf Carnap, Carl Hempel en Jean Piaget. Hij promoveerde aan de ULB in Brussel, doceerde logica en wetenschapsleer aan de Rijksuniversiteit Gent en aan de Vrije Universiteit Brussel.
Leo Apostel stond samen met Jaap Kruithof aan de wieg van de vakgroep Moraalwetenschap aan de Rijksuniversiteit Gent.
In zijn zogeheten natuurfilosofie verwerkte hij zijn overtuigingen als vrijmetselaar.
Apostel publiceerde een groot aantal boeken en werd bekroond met de Solvay-prijs voor humane wetenschappen 1985 en de Arkprijs van het Vrije Woord in 1988.
Apostel was een groot pleitbezorger van interdisciplinair onderzoek en het overbruggen van de kloof tussen de exacte en de humane wetenschappen. In dat kader richtte hij met Jan Van der Veken in 1990 de groep Worldviews op. Het interdisciplinair onderzoekscentrum CLEA aan de VUB werd naar hem genoemd.
Zijn opvattingen over atheïstische spiritualiteit kenden veel weerklank. Over de vrijmetselarij publiceerde hij onder meer de boeken: Freemasonry: A Philosophical Essay (1985) (vertaald: Vrijmetselarij, een wijsgerige benadering (1992)) en Atheïstische spiritualiteit in 1998. In deze boeken heeft hij zijn persoonlijke evolutie binnen de vrijmetselarij beschreven, die leidden van een optimistische intrede tot een pessimistische visie over de toekomst van de vrijmetselaarsgenootschappen.

## Publicaties
Apostel schreef zo'n 20 boeken en 100 artikelen in het Nederlands, Frans en Engels. Enkele van zijn publicaties:
- Logika en geesteswetenschappen, Brugge: De Tempel, 1959
- De humanismen en het humanisme, Antwerpen: Humanistisch Verbond, Diogenes Cahiers 5, 1964
- Met Marcel Bots: Pluralisme en verdraagzaamheid, Antwerpen: De Nederlandsche Boekhandel, 1966
- Matière et Forme: introduction à une épistemologie realiste, Gent: Communication & Cognition, 1974
- Met Fernand J. Vandamme: Formele logika. 1. Klassieke systemen, Kapellen: De Sikkel, 1975
- Déterminants sociologiques de la méthodologie scientifique, Marseille: Université de Provence, 1977
- Pedagogiek, logica en actietheorie, Leuven, 1978
- Logika kontra dialektiek: gesprek met Leo Apostel, in: Vlaams Marxistisch Tijdschrift, jg. 13/3, Gent: Masereelfonds, 1979
- Logique et Dialectique, Gent: Communication & Cognition, 1979
- Communication et Action, Gent: Communication & Cognition, c.1979
- Theory of knowledge and science policy, Gent: RUG, 1980
- African philosophy: myth or reality?, Gent: Story-Scientia, 1981
- Religious atheism?, Gent: Story-Scientia, 1982
- Afbraak en Opbouw: dialogen met Leo Apostel (redactie: Koen Raes en Jaak Van Landschoot), Brussel: VUBPress, 1984
- Freemasonry: a philosophical essay, Brussel: VUB, 1985
- Met Jaak Vanlandschoot: Interdisciplinariteit, wereldbeeldenkonstructie en diepe verspreiding als tegenzetten in een kultuurkrisis, Brussel: VUB, 1988
- Atheïstische spiritualiteit, s.l.: School voor comparatieve filosofie, 1990
- Met Jan Van der Veken: Wereldbeelden: van fragmentering naar integratie, Kapellen: DNB/Pelckmans, 1991
- Gebroken Orde: de vergeten toekomst van de filosofie, Leuven: Kritak, 1992
- Vrijmetselarij. Een wijsgerige benadering, Antwerpen: Hadewijch, 1992
- Waarde en zin van de cultuurwetenschappen in de twintigste eeuw, Kapellen: DNB/Pelckmans, 1993
- Wereldbeelden: ontologie en ethiek, Antwerpen, 1994

Postuum:
- Levend sterven: Leo Apostel (bezorgd door Anneleen Van de Berge), Brussel: VUBPress, 2000
- Natuurfilosofie: voorbereidend werk voor een op de fysica gebaseerde ontologie (bezorgd en voorzien van aantekeningen door Wim Christiaens), Brussel: VUBPress, 2000
- Oorsprong: inleiding tot een metafysica van het ontstaan van mens, leven en heelal (bezorgd en voorzien van aantekeningen door Wim Christiaens), Brussel: VUBPress, 2000
- Population, développement, environnement: pour des regards interdisciplinaires, Louvain-la-Neuve: Academia-Bruylant, 2001
- Zoektocht naar eenheid in verscheidenheid: zes opstellen over metafysica bezorgd door Ruth Loos), Brussel: VUBPress, 2002